# Hjulmöja
Hjulmöja (Ranunculus circinatus) är en växtart i familjen ranunkelväxter.

## Externa länkar

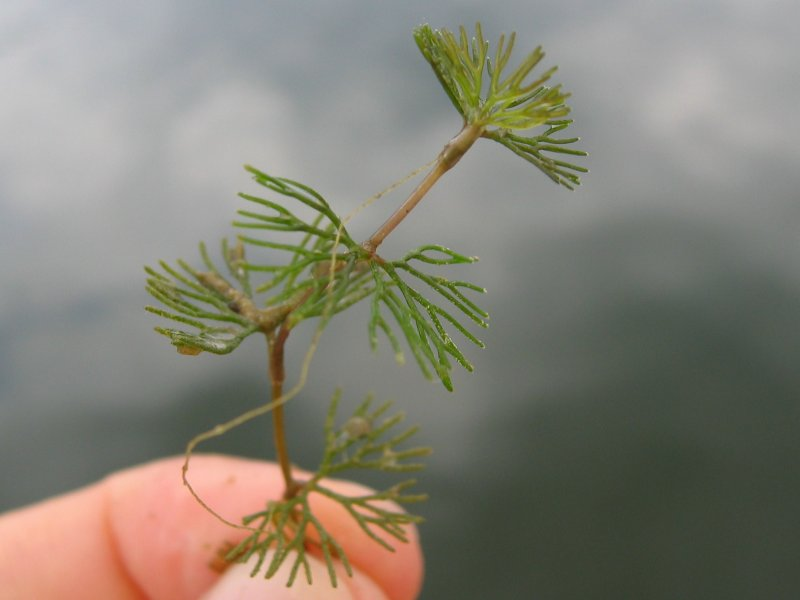